# 李遇 (西夏)
李遇（?—?），西夏中期的将领。
夏崇宗元德三年（1121年），金朝与西夏议和。后来，金灭北宋，于是在陕西划定分界。金军攻取威戎城，在威戎城东与李遇率领的西夏军交锋。金将蒲察和李遇通问，金方表示元帅府约束金军，如果兵至夏境，则与西夏相为犄角，不要侵伐。李遇表示，西夏把天德军、云内州归于金朝大国，金朝允许西夏占据陕西北部之地。于是金军撤军。